# Bacchus (Michelangelo)

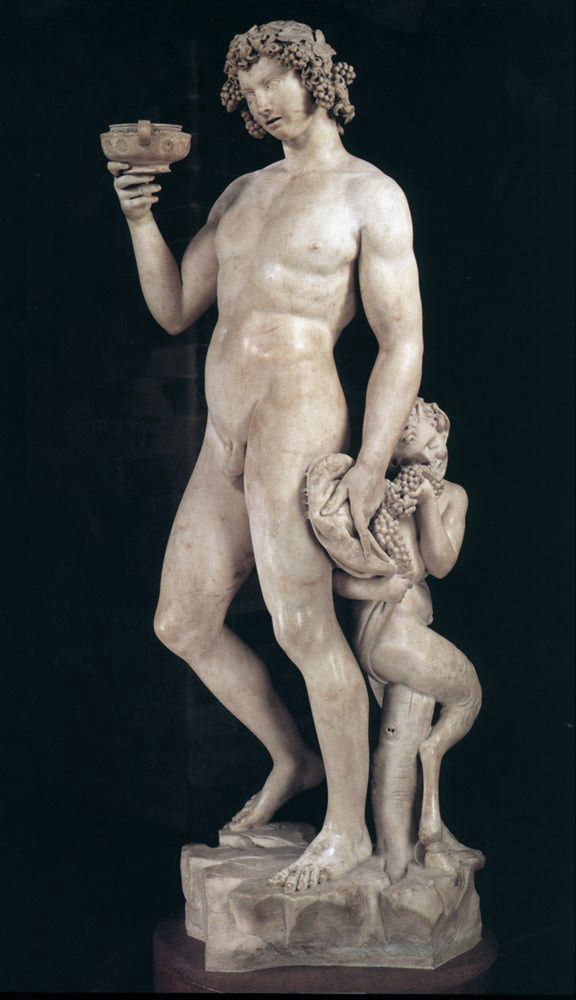
Bacchus von Michelangelo (1496–1497)

Bacchus (1496–1497) ist eine Statue aus Marmor  des italienischen Renaissance-Bildhauers Michelangelo. Die Statue ist 203 Zentimeter hoch und stellt Bacchus (Dionysus), den griechisch-römischen Gott des Weins dar, in einer wackligen Haltung, die Betrunkenheit suggeriert. Sie wurde von Raffaele Riario in Auftrag gegeben, einem Kardinal und Sammler antiker Skulpturen, nach Fertigstellung jedoch von ihm abgelehnt und stattdessen von Jacopo Galli, einem Bankier von Riario und Freund von Michelangelo, aufgekauft. Zusammen mit der Pietà ist der Bacchus eine von nur zwei erhaltenen Skulpturen aus der ersten Schaffensperiode des Künstlers in Rom. Heute befindet sich die Skulptur im Museo Nazionale del Bargello in Florenz (Sala di Michelangelo).

## Gestalt
Bacchus wird dargestellt mit rollenden Augen, sein schwankender Körper fällt fast von dem Felsen, an dem er steht. Hinter ihm sitzt ein Faun, der eine Traube isst, die aus des Bacchus' linker Hand rutscht. Mit geschwollener Brust und Leib stellt die Figur (laut Giorgio Vasari) „sowohl die Schlankheit eines jungen Mannes dar, als auch die Fleischigkeit und Rundungen einer Frau.“ und seine Androgynie wurde schon oft betont. Die Inspiration für dieses Werk scheint eine Beschreibung aus der Naturalis historia von Plinius dem Älteren zu sein. Dort wird eine verlorene Bronzeskulptur von Praxiteles beschrieben, die „Bacchus, Trunkenheit und einen Satyr“ darstellt. Das Gefühl von Unsicherheit (Instabilität), das auf dem hoch liegenden Schwerpunkt beruht, kann in zahlreichen späteren Arbeiten des Künstlers wiedergefunden werden, zum Beispiel beim David und den Figuren in der Decke der Sixtinischen Kapelle.

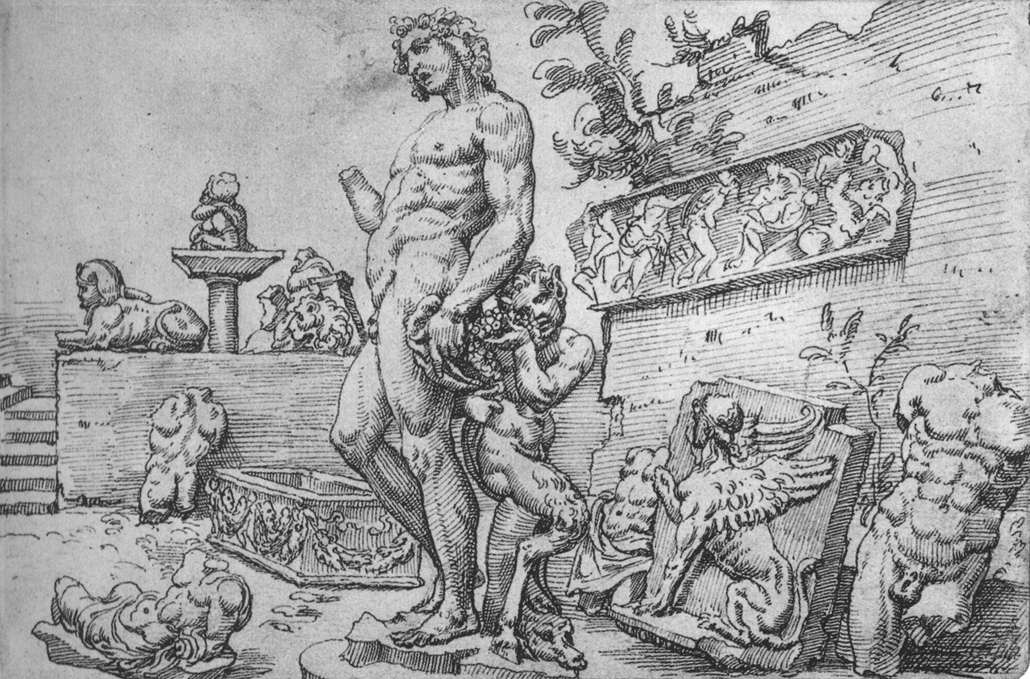
Zeichnung des Bacchus im Skulpturengarten von Jacopo Galli, Maarten van Heemskerck, ca. 1533–1536.

Bacchus trägt einen Kranz aus Weintrauben und Efeublättern (Die Pflanze war dem Gott heilig). In seiner rechten Hand hält er einen Kelch mit Wein und in seiner linken den Balg eines Tigers, ein Tier, das mit dem Gott durch seine „Liebe zu den Weinbeeren“ (for its love of the grape, laut Michelangelos Biograph Ascanio Condivi) in Verbindung stehe. Die Hand, die den Kelch gehalten hatte, war abgebrochen und der Penis abgemeißelt, bevor Maarten van Heemskerck die Statue in den 1530ern sah. Nur der Kelch war in den frühen 1550ern wiederhergestellt worden. Die Verstümmelung könnte auch erfolgt sein, um der Figur den Anschein größeren Alters zu geben, zumal sie von Anfang an zwischen einem echten antiken Torso und fragmentarischen römischen Reliefs in Jacopo Gallis Römischem Garten aufgestellt wurde. Solche Zugeständnisse an „klassische“ Sensibilitäten überzeugten jedoch nicht Percy Bysshe Shelley von der Treue des Werkes gegenüber dem „Geist und der Bedeutung von Bacchus“ (the spirit and meaning of Bacchus). Er schrieb, dass „es betrunken, brutal und engstirnig aussieht, und den äußerst abstoßenden Ausdruck von Zügellosigkeit verkörpert.“ (It looks drunken, brutal, and narrow-minded, and has an expression of dissoluteness the most revolting.) Der Kunsthistoriker Johannes Wilde fasst die Reaktionen folgendermaßen zusammen: „kurz gesagt… es ist nicht das Bild eines Gottes.“

## Geschichte
Die Statue war für den Garten von Kardinal Raffaele Riario in Auftrag gegeben worden. Riario wollte damit ursprünglich seine Sammlung klassischer Skulpturen ergänzen. Aber Riario lehnte sie ab und um 1506 fand sie den Weg in die Sammlung von Jacopo Galli, der sowohl für den Kardinal als auch für Michelangelo als Bankier tätig war und der einen ähnlichen Skulpturengarten beim Palazzo della Cancelleria gestaltete. Dort ist sie erstmals durch eine Zeichnung von Maarten van Heemskerck (1533/36) nachweisbar. Die Statue wurde 1572 für die Medici erworben und nach Florenz gebracht. Die Hand wurde von einem späteren Bildhauer ersetzt.